# Сайтиев, Адам Хамидович
А́дам Хами́дович Сайти́ев (род. 12 декабря 1977, Хасавюрт, Дагестанская АССР) — российский борец вольного стиля, Заслуженный мастер спорта России (2000), 4-кратный чемпион России (1997, 1999, 2000, 2002), трёхкратный чемпион Европы (1999, 2000, 2006), двукратный чемпион мира (1999, 2002), олимпийский чемпион 2000 года. Член сборной команды страны в 1997—2006 годах. Завершил спортивную карьеру в 2012 году.

## Биография
Чеченец. В Хасавюрте тренировался у Исы Хожикова. В 1996 году переехал в Красноярск. В 1997 году стал чемпионом России в весе до 69 кг. В том же году вошёл в сборную России. В 1998 году выиграл международный турнир памяти Ивана Ярыгина, завоевал серебро Кубка мира и бронзу чемпионата Европы. В 1999 году — чемпион России в весе до 76 кг, чемпион Европы и мира. В 2000 году — во второй раз чемпион Европы и в третий — чемпион России, теперь в категории до 85 кг.
На летних Олимпийских играх 2000 года в Сиднее Адам Сайтиев дошёл до финала, отдав соперникам всего один балл. В финале был единственным участником, одержавшим чистую победу.
В 2002 году он стал чемпионом мира, в 2006 — чемпионом Европы.
После окончания спортивной карьеры начал работать тренером в Школе борьбы имени братьев Сайтиевых (Хасавюрт), стал одним из тренеров Разамбека Жамалова.

## Семья
Младший брат трёхкратного олимпийского чемпиона Бувайсара Сайтиева.

## Награды
- Орден Почёта (2001);
- Орден Дружбы (2004);
- В городе Эйпен (Бельгия) в 2015 году открылся борцовский клуб «Сайтиев»[4].